# Amiota brunneifemoralis
Amiota brunneifemoralis este o specie de muște din genul Amiota, familia Drosophilidae, descrisă de Xu și Chen în anul 2007. Conform Catalogue of Life specia Amiota brunneifemoralis nu are subspecii cunoscute.